# المجلس الأعلى للقضاء (تونس)
المجلس الأعلى للقضاء هو هيئة دستورية تونسية ضامنة في نطاق صلاحياتها حسن سير القضاء واستقلالية السلطة القضائية طبق أحكام الدستور والمعاهدات الدولية المصادق عليها.

في دستور تونس 2014، تنص الفصول بين 112 و117 على مهام المجلس وصلاحياته ومكوناته وطرق انتخابها وتعيينها.

أول انتخابات للمجلس نظمت في 23 أكتوبر 2016.
في 13 فبراير 2022، أصدر الرئيس قيس سعيد المرسوم الرئاسي عدد 11 لسنة 2022 مؤرخ في 12 فبراير 2022 يقضي بحل المجلس الأعلى للقضاء واستبداله بمجلس جديد يدعى «المجلس الأعلى المؤقت للقضاء».

## التاريخ

### من الاستقلال حتى الثورة
تأسس المجلس الأعلى للقضاء لأول مرة عبر القانون عدد 29 لسنة 1967 المؤرخ في 14 يوليو 1967 الذي أصدره الرئيس الحبيب بورقيبة بعد موافقة مجلس الأمة وقتها. وكان وقتها رئيس المجلس هو رئيس الجمهورية التونسية، ونائب الرئيس هو وزير العدل إلى جانب 14 عضوا.

### بعد الثورة
إثر الثورة التونسية في 2011، نادت أغلب القوى السياسية والقضائية بحل المجلس لكونه غير شرعي، ولم يواصل نشاطه بعدها، وذلك حتى 2 مايو 2013 أين عوض بالهيئة الوقتية للإشراف على القضاء العدلي عملا بالقانون الأساسي عدد 13 لسنة 2013 مؤرخ في 2 ماي 2013 المتعلق بإحداث الهيئة. 

دستور تونس 2014 الصادر في 27 يناير 2014 أقر إنشاء المجلس الأعلى للقضاء بصفة مغايرة تماما عن سابقه. أصدر مجلس نواب الشعب في 28 أبريل 2016 القانون الأساسي عدد 34 لسنة 2016 المؤرخ في 28 أفريل 2016 المتعلق بالمجلس الأعلى للقضاء. 

تم إجراء أول انتخابات للمجلس في 23 أكتوبر 2016.

## المهام والصلاحيات

### المهام
تتمثل مهام المجلس فيما يلي: 

يتولى المجلس إعداد النظام الداخلي للمجلس، وضبط المنح المسندة للأعضاء في إطار أحكام الميزانية المصادق عليها من قبل مجلس نواب الشعب، وتعيين أربعة أعضاء بالمحكمة الدستورية، وإصدار الرأي المطابق وتقديم الترشيح الحصري طبقا لمقتضيات الفصل 106 من الدستور، ومناقشة مشروع الميزانية والمصادقة عليه، ومناقشة التقرير السنوي والمصادقة عليه، واقتراح الإصلاحات الضرورية لضمان حسن سير القضاء واحترام استقلاله، وإبداء الرأي بخصوص مشاريع ومقترحات القوانين المتعلقة خاصة بتنظيم العدالة وإدارة القضاء واختصاصات المحاكم والإجراأت المتبعة لديها والأنظمة الخاصة بالقضاة والقوانين المنظمة للمهن ذات الصلة بالقضاء التي تعرض عليها وجوبا، وإبداء الرأي في مشروع قرار وزير العدل المتعلق ببرنامج مناظرة انتداب الملحقين القضائيين، وإبداء الرأي في ضبط برامج تكوين الملحقين القضائيين والقضاة بالمعهد الأعلى للقضاء، وإعداد مدوّنة أخلاقيات القاضي. يعد المجلس تقريرا سنويا يحيله إلى كل من رئيس الجمهورية التونسية ورئيس مجلس نواب الشعب ورئيس الحكومة التونسية.

### الصلاحيات
تتمثل صلاحيات المجلس فيما يلي: 

يتداول كل مجلس قضائي في جميع المسائل الراجعة إليه بالنظر بمقتضى الدستور والقانون وفي كلّ ما يخص سير العمل القضائي في نطاق اختصاصه، كما يتولى ضبط حاجياته في إطار إعداد مشروع ميزانية المجلس الأعلى للقضاء.

يبتّ كل مجلس قضائي في المسار المهني للقضاة الراجعين إليه بالنظر من تسمية وترقية ونقلة، كما يبتّ في مطالب رفع الحصانة ومطالب الاستقالة والإلحاق والإحالة على التقاعد المبكّر والإحالة على عدم المباشرة وفق أحكام الأنظمة الأساسية للقضاة.

يعتمد المجلس القضائي عند النظر في المسار المهني للقضاة على مبادئ تكافؤ الفرص والشفافية والكفاءة والحياد والاستقلالية. ويراعي لهذه الغاية المقتضيات والمبادئ الواردة بالدستور والمعاهدات الدولية والمعايير والشروط المنصوص عليها بالأنظمة الأساسية للقضاة.

تحدّد المجالس القضائية الثلاثة كل فيما يخصه احتياجات المحاكم من القضاة والشغورات الحاصلة في الخطط والوظائف القضائية وتنظر في مطالب النقل والترقيات، ويعلن المجلس الأعلى للقضاء عن الحركة القضائية مرة واحدة في السنة في أجل أقصاه موفى يوليو من كل سنة ويمكن للمجلس عند الاقتضاء إجراء حركة استثنائية خلال السنة القضائية.

لا يمكن نقلة القاضي خارج مركز عمله ولو في إطار ترقية دون رضاه المعبّر عنه كتابة. ولا تحول هذه الأحكام دون نقلة القاضي بموجب قرار معلّل صادر عن المجلس القضائي مراعاة لمصلحة العمل الناشئة عن: ضرورة تسديد الشغورات بالمحاكم، توفير الإطار القضائي بمناسبة إحداث محاكم أو دوائر جديدة، تعزيز المحاكم لمجابهة ارتفاع بيّن في حجم العمل.

ولا يجوز أن تتجاوز مدة المباشرة في مركز النقلة تلبية لمتطلبات مصلحة العمل ثلاث سنوات إلاّ إذا عبّر القاضي المعني عن رغبة صريحة في البقاء بذات المركز. يتساوى جميع القضاة أمام مقتضيات النقلة لحسن سير القضاء.

يتولّى كل من المجالس القضائية الثلاثة إعداد جداول سنوية للترقية وفقا لأحكام الأنظمة الأساسية للقضاة. ترفع إلى المجلس القضائي المعني مطالب الترقية والنقل والترشح للخطط والوظائف القضائية في أجل أقصاه شهر من تاريخ الإعلان عن قائمة الشغورات. تنظر المجالس القضائية الثلاثة كل فيما يخصه في مطالب الاستقالة وتبت فيها، بأغلبية أعضائها، في أجل أقصاه ستون يوما من تاريخ تقديمها. ولا يمكن للمجلس رفض استقالة قاض، غير أنه يمكنه تحديد قبولها بنهاية السنة القضائية. ويعدّ عدم البتّ في مطالب الاستقالة، خلال الأجل المذكور، قبولا للطلب. ولا يمكن الرجوع في الاستقالة المقبولة كما أن ذلك لا يحول دون المساءلة التأديبية عند الاقتضاء.

تنظر المجالس القضائية الثلاثة كل فيما يخصه في مطالب الإلحاق. تعرض على المجالس القضائية الثلاثة كل فيما يخصه مطالب الإحالة على التقاعد المبكّر وتبت فيها طبق الشروط المحددة بالأنظمة الأساسية للقضاة. لا يمكن إعفاء القاضي من مباشرة مهامه إلا بموجب قرار معلل من المجلس الأعلى للقضاء يتم نشره بالرائد الرسمي للجمهورية التونسية.

تضبط الأنظمة الأساسية للقضاة الحالات التي يمكن بمقتضاها إعفاء القاضي من مباشرة مهامه. ينظر المجلس وهياكله في كل ما يتعلق بالإجراءات التأديبية تجاه القضاة.

## المكونات
يتكون المجلس من أربعة هياكل وهي:
| الهيكل                                 | الهيكل                                 | الأعضاء                                                            | صفة الأعضاء | صفة الأعضاء |
| الهيكل                                 | الهيكل                                 | الأعضاء                                                            | معينين | منتخبين |
| -------------------------------------- | -------------------------------------- | ------------------------------------------------------------------ | --- | --- |
| المجلس الأعلى للقضاء (45 عضوا)         | مجلس القضاء العدلي                     | 15 عضوا                                                            | - الرئيس الأول لمحكمة التعقيب. - وكيل الدولة العام لدى محكمة التعقيب. - الرئيس الأول لمحكمة الاستئناف بتونس - رئيس المحكمة العقارية.                                                                  | - ستة قضاة منتخبين من نظرائهم في الرتبة بحساب عضوين اثنين عن كل رتبة. - ثلاثة محامين. - مدرس باحث مختص في القانون الخاص من غير المحامين برتبة أستاذ تعليم عالي أو أستاذ محاضر للتعليم العالي. - عدل منفذ. |
| المجلس الأعلى للقضاء (45 عضوا)         | مجلس القضاء الإداري                    | 15 عضوا                                                            | - الرئيس الأول للمحكمة الإدارية العليا. - رئيس المحكمة الإدارية الاستئنافية الأقدم في خطته. - رئيس الدائرة التعقيبية أو الاستشارية الأقدم في خطته. - رئيس المحكمة الإدارية الابتدائية الأقدم في خطته. | - ثلاثة مستشارين (قضاة) منتخبين من نظرائهم في الرتبة. - ثلاثة مستشارين مساعدين (قضاة) منتخبين من نظرائهم في الرتبة. - ثلاثة محامين منتخبين من نظرائهم. - مدرس باحث مختص في القانون العام من غير المحامين برتبة أستاذ تعليم عالي أو أستاذ محاضر للتعليم العالي منتخب من نظرائهم. - مدرس باحث مختص في القانون العام من غير المحامين برتبة أستاذ مساعد للتعليم العالي أو مساعد للتعليم العالي منتخب من نظرائهم. |
| المجلس الأعلى للقضاء (45 عضوا)         | مجلس القضاء المالي                     | 15 عضوا                                                            | - الرئيس الأول لدائرة المحاسبات. - مندوب الحكومة العام. - وكيل رئيس محكمة المحاسبات. - رئيس غرفة الأقدم في رتبة مستشار.                                                                               | - ثلاثة مستشارين (قضاة) منتخبين من نظرائهم. - ثلاثة مستشارين مساعدين (قضاة) منتخبين من نظرائهم. - محاميان اثنان منتخبان من نظرائهما. - خبيران محاسبان اثنان منتخبان من نظرائهما. - مدرس باحث برتبة أستاذ تعليم عالي أو أستاذ محاضر مختص في المالية العمومية والجباية من غير المحامين منتخب من نظرائه. |
| الجلسة العامة للمجالس القضائية الثلاثة | الجلسة العامة للمجالس القضائية الثلاثة | تتكون من الأعضاء ال45 المجالس القضائية العدلية والإدارية والمالية. | تتكون من الأعضاء ال45 المجالس القضائية العدلية والإدارية والمالية. | تتكون من الأعضاء ال45 المجالس القضائية العدلية والإدارية والمالية. |

## الانتخابات

### الشروط والتنظيم
يعهد تنظيم الانتخابات إلى الهيئة العليا المستقلة للانتخابات وهو ما يعتبر نادرا في مثل هذه الحالة في العالم إذ توجد 5 دول فقط تستعمل هذه الطريقة. تنظم الانتخابات خلال الأشهر الأربعة الأخيرة من المدة النيابية للمجلس.
الأشخاص الذين يمكنهم الانتخاب هم:
- كل قاض، مباشراً أو في حالة إلحاق.
- كل محامي مباشر مرسم بجدول المحاماة.
- كل مدرس باحث قار ومباشر من ذوي الاختصاصات بمؤسسات التعليم العالي وليس له أي انتماء حزبي ويكون مختصا في المجال القانوني أو المالي أو الجبائي أو المحاسبي بحسب المجلس القضائي الذي ينتمي إليه.
- كل خبير محاسب مباشر مرسم لدى هيئة الخبراء المحاسبين بالبلاد التونسية.
- كل عدل منفذ مرسم ومباشر.

بالنسبة للمترشحين لعضوية المجلس، فيجب أن تتوفر فيهم عدة شروط: أن يكونون ناخبين على معنى هذا القانون، النزاهة والكفاءة والحياد، نقاوة سوابقهم العدلية من الجرائم القصدية، الإدلاء بما يفيد التصريح السنوي بالضريبة على الدخل للسنة المنقضية، ألاّ يكون قد صدرت في حقّهم عقوبة تأديبية، ولا يقبل ترشح أعضاء المكاتب التنفيذية أو الهيئات المديرة بإحدى الجمعيات أو الهيئات المهنية أو النقابات للقطاعات المعنية إلا بعد الاستقالة منها.

يضاف للمترشحين القضاة شرط المباشرة في العمل، وأقدمية خمس سنوات بالنسبة للقضاة العدليين، وأقدمية ثلاث سنوات بالنسبة للقضاة الإداريين والماليين.

كذلك يضاف للمترشحين المحامين شرط المباشرة والترسيم بجدول المحامين لدى التعقيب، إلى جانب الأقدمية الفعلية في المهنة التي لا تقل عن خمس عشرة سنة في تاريخ تقديم الترشح.

يشترط في المدرس الباحث المترشح لعضوية المجلس أن يكون: مباشراً وقارا من ذوي الاختصاصات المذكورة بالفصل 2 من قانون المجلس والمذكورة أعلاه بمؤسسات التعليم العالي، وله أقدمية في التدريس الجامعي لمدّة خمس عشرة سنة على الأقل في تاريخ تقديم الترشح.

يشترط في الخبير المحاسب المترشح لعضوية المجلس أن يكون مباشرا لعمله، ومرسما بجدول الخبراء المحاسبين منذ خمس سنوات على الأقل في تاريخ تقديم الترشح.

يشترط في العدل المنفذ المترشح لعضوية المجلس أن يكون مباشرا لعمله، ومرسما بجدول العدول المنفذين منذ خمس عشرة سنة على الأقل في تاريخ تقديم الترشح.

لا يجوز الترشح لعضوية أكثر من مجلس قضائي واحد. يكون الانتخاب حرا ومباشرا ونزيها وسريا في دورة انتخابية واحدة باعتماد طريقة الاقتراع على الأفراد، ويختار الناخب ممثليه من الصنف الذي ينتمي إليه، ويختار القضاة ممثليهم من نفس الصنف والرتبة.

### الانتخابات
انتخابات 23 أكتوبر 2016
تعتبر هذه أول انتخابات في تاريخ المجلس ككل، وستنتخب المجلس الأول بعد الثورة التونسية في 2011 واعتمادا على دستور تونس 2014. تم تنظيم هذه الانتخابات في 23 أكتوبر 2016.

يبلغ عدد الناخبين في هذه الانتخابات 376 13 ناخب من جميع الأصناف القضائية والمتصلة بها موزعين على 106 مكتب اقتراع موزعة على 13 دائرة انتخابية في كامل الجمهورية التونسية، بينما يبلغ عدد المترشحين للمجلس 179 مرشحا، سينتخب منهم 33 شخصا من جملة 45 عضوا في المجلس (ال12 البقية معينون بالصفة). بلغ عدد الملاحظين في هذه الانتخابات 211 1 ملاحظا ينتمون إلى 8 جمعيات ومنظمات من المجتمع المدني. 

بلغت نسبة المشاركة في هذه الانتخابات 46.9% أي 275 6 ناخب.

## الأعضاء

### الفترة 2016-2022
| العضو                     | الصفة                                                                |
| ------------------------- | -------------------------------------------------------------------- |
|                           | الرئيس الأول لمحكمة التعقيب                                          |
|                           | وكيل الدولة العام لدى محكمة التعقيب                                  |
|                           | الرئيس الأول لمحكمة الاستئناف بتونس                                  |
|                           | رئيس المحكمة العقارية                                                |
| مليكة مصطفى المزاري       | القضاة العدليين من الرتبة الثالثة                                    |
| خالد بوبكر عباس           | القضاة العدليين من الرتبة الثالثة                                    |
| يوسف أحمد بوزاخر          | القضاة العدليون من الرتبة الثانية                                    |
| فوزية الجيلاني القمري     | القضاة العدليون من الرتبة الثانية                                    |
| وليد فرج المالكي          | القضاة العدليون من الرتبة الأولى                                     |
| يسرى جمال عبد الناظر      | القضاة العدليون من الرتبة الأولى                                     |
| سعيدة سعيد الشابي         | المحامون لدى محكمة التعقيب                                           |
| مفيدة أحمد مطيمط          | المحامون لدى محكمة التعقيب                                           |
| علي منصور بن منصور        | المحامون لدى محكمة التعقيب                                           |
| رشيدة رجب الجلاصي         | مدرس باحث مختص في القانون الخاص برتبة أستاذ تعليم عال أو أستاذ محاضر |
| عماد أحمد البشير الخصخوصي | عدل منفذ                                                             |

| العضو                 | الصفة                                                                                    |
| --------------------- | ---------------------------------------------------------------------------------------- |
|                       | الرئيس الأول للمحكمة الإدارية العليا                                                     |
|                       | رئيس المحكمة الإدارية الاستئنافية الأقدم في خطته                                         |
|                       | رئيس الدائرة التعقيبية أو الاستشارية الأقدم في خطته                                      |
|                       | رئيس المحكمة الإدارية الابتدائية الأقدم في خطته                                          |
| سهام محمد بوعجيلة     | القضاة الإداريون برتبة مستشار                                                            |
| أحمد سهيل محمد الراعي | القضاة الإداريون برتبة مستشار                                                            |
| كريمة بالقاسم النفزي  | القضاة الإداريون برتبة مستشار                                                            |
| ليلى محمد الخليفي     | القضاة الإداريون برتبة مستشار مساعد                                                      |
| صابر مصطفى القاسمي    | القضاة الإداريون برتبة مستشار مساعد                                                      |
| ختام الكيلاني الجماعي | القضاة الإداريون برتبة مستشار مساعد                                                      |
| يسر عبد الوهاب الشابي | المحامون لدى محكمة التعقيب                                                               |
| أسماء محمد بن عربية   | المحامون لدى محكمة التعقيب                                                               |
| عبد الكريم محمد راجح  | المحامون لدى محكمة التعقيب                                                               |
| محمد حنيفي السياري    | مدرس باحث مختص في القانون العام برتبة أستاذ تعليم عال أو أستاذ محاضر                     |
| بسمة الأزهر السلامي   | مدرس باحث مختص في القانون العام برتبة أستاذ مساعد للتعليم العالي أو مساعد للتعليم العالي |

| العضو                      | الصفة                                                                            |
| -------------------------- | -------------------------------------------------------------------------------- |
|                            | الرئيس الأول لدائرة المحاسبات                                                    |
|                            | مندوب الحكومة العام                                                              |
|                            | وكيل رئيس محكمة المحاسبات                                                        |
|                            | رئيس غرفة الأقدم في رتبة مستشار                                                  |
| أكرم علي الموحلي           | القضاة الماليون برتبة مستشار                                                     |
| نجيب سالم القطاري          | القضاة الماليون برتبة مستشار                                                     |
| سلوى حسن عطية              | القضاة الماليون برتبة مستشار                                                     |
| أحمد عبد الرحمان الماجري   | القضاة الماليون برتبة مستشار مساعد                                               |
| إيمان محمد الرحماني        | القضاة الماليون برتبة مستشار مساعد                                               |
| حياة منصف حمودة            | القضاة الماليون برتبة مستشار مساعد                                               |
| لمية محمد الأزهر المنصوري  | المحامون لدى محكمة التعقيب                                                       |
| سميرة كعباشي كراولي        | المحامون لدى محكمة التعقيب                                                       |
|                            | مدرس باحث مختص في المالية العمومية والجباية برتبة أستاذ تعليم عال أو أستاذ محاضر |
| محمد مهدي أحمد المعزون     | الخبراء المحاسبون                                                                |
| عواطف عبد الرحمان المرزوقي | الخبراء المحاسبون                                                                |

## حل المجلس
مند قرارات 25 يوليو 2021، دخل الرئيس قيس سعيد صراعا مع المجلس الأعلى للقضاء منتقدا آداءه وتعاطيه مع قضايا الفساد في البلاد. وفي 5 فبراير 2022، وبعد تصريحاته المتكررة ضد المجلس، أعلن قيس سعيد عن حل المجلس الأعلى للقضاء معتبرا أنه «بات في عداد الماضي» حسب قوله. الأمر الذين رفضه أعضاء المجلس. كما أعلن رئيس المجلس يوسف بوزاخر عن منع قوات الأمن، الاثنين 7 فبراير 2022، الاداريين والأعوان من دخول مقر المجلس، مؤكدا انه وأعضاء المجلس سيواصلون عملهم بالوسائل التي انطلقوا بها سواء بالمقر أو خارجه. رغم ذلك لم يصدر أي قرار رئاسي بصفة رسمية في الرائد الرسمي يقضي بحل المجلس الأعلى للقضاء.
ويأتي قرار حل المجلس أيضا بعد إلغاء الرئيس قيس سعيد للمنح والامتيازات المسنودة للأعضاء وبعد دعوة صريحة وجهها سعيد لأنصاره للتظاهر يوم الأحد 6 فبراير 2022 ضد المجلس الأعلى للقضاء والدعوة إلى «تطهير القضاء من الفاسدين».
قال رئيس الجمهورية قيس سعيد خلال لقاءه برئيسة الحكومة نجلاء بودن، الاثنين 7 فبراير 2022، أن مشروع حل المجلس الأعلى للقضاء جاهز وستتم مناقشته، قائلاً إنه ضروري. كما صرح سعيد: «المجلس الأعلى للقضاء تم حله، لكنني لن اتدخل في القضاء أبداً، وقد تم اللجوء إلى الحل لأنه بات ضرورياً، وحان الوقت لوضع حد للمهازل التي تحصل ونستمع إليها».
في 10 فبراير 2022، تظاهر مجموعة كبيرة من القضاة المناهضين لحل المجلس الأعلى للقضاء أمام قصر العدالة بالعاصمة تونس تزامنا مع إضراب عام يخوضه القضاة بعد دعوة وجهتها جمعية القضاة التونسيين في كامل أنحاء البلاد، مرددين شعارات من قبيل «الشعب يريد قضاء مستقل».

### ردود الفعل

#### الدولية
- الأمم المتحدة: حثت مفوضة الأمم المتحدة السامية لحقوق الإنسان ميشيل باشيليت، الثلاثاء 8 فبراير 2022، الرئيس التونسي على استعادة مجلس القضاء الأعلى، محذرة من أن حله سيقوض بشكل خطير سيادة القانون وفصل السلطات واستقلال القضاء في البلاد.[24][25] وقالت ميشال باشليت في بيان: «هذه خطوة كبيرة في الاتجاه الخاطئ، فحل مجلس القضاء الأعلى يعد انتهاكا واضحا لالتزامات تونس بموجب القانون الدولي لحقوق الإنسان».[26]
- الاتحاد الأوروبي: أعرب مسؤول السياسة الخارجية في الاتّحاد الأوروبي جوزيف بوريل الإثنين 7 فبراير 2022 عن «قلقه» إزاء ما وصفه بـ«قرار الرئيس التونسي قيس سعيّد حلّ المجلس الأعلى للقضاء»، مشدّداً على «أهمية استقلال القضاء».[27][28]
- الولايات المتحدة الأمريكية: أعرب المتحدث باسم وزارة الخارجية الأمريكية نيد برايس، الاثنين 7 فبراير، عن قلق بلاده الشديد من قرار الرئيس التونسي قيس سعيّد حل المجلس الأعلى للقضاء وما تم تداوله عن منع الموظفين من دخول المبنى، وكرر طلب بلاده إجراء إصلاح سياسي سريع في تونس.[29][30]
- مجموعة الدول الصناعية السبع: عبر سفراء كندا وفرنسا وألمانيا وإيطاليا واليابان والمملكة المتّحدة والولايات المتّحدة الأمريكية والاتّحاد الأوروبي لدى تونس في بيان مشترك لهم صدر، الثلاثاء 8 فبراير 2022، عن قلقهم البالغ إزاء ما أُعلن عنه من نيّة لحلّ المجلس الأعلى للقضاء من جانب واحد وأضاف البيان «إنّ قيام قضاء مستقلّ ذي شفافية وفاعلية والفصل بين السلطات ضروريّان لحسن سير منظومة ديمقراطية تخدم مواطنيها على أساس من سيادة القانون وضمان الحقوق والحرّيات الأساسية».[31][32][33]
- لجنة الحقوقيين الدولية: قالت لجنة الحقوقيين الدولية الإثنين 7 فبراير 2022 إن مقترح حل المجلس الأعلى للقضاء بمرسوم رئاسي يجب التخلي عنه لأنه سيشكل ضربة قاتلة لا رجعة فيها على استقلال القضاء والفصل بين السلطات وسيادة القانون.[34][35]

#### المحلية
- حركة النهضة: أعلنت الحركة رفضها القاطع لهذا القرار الذي وصفه بيان مكتبها التنفيذي برئاسة راشد الغنوشي بـ«اللادستوري والرامي إلى استحواذ رئيس الجمهورية على مرفق العدالة والتحكم في مفاصله من أجل استخدامه كأداة لتصفية الخصوم السياسيين، وإغلاق الفضاء العمومي، وتركيز منظومة للحكم الفردي المطلق».[36]
- المنصف المرزوقي: دعا الرئيس التونسي الأسبق المنصف المرزوقي، البرلمان "المجمد" عزل الرئيس قيس سعيّد من منصبه كما دعا التونسيين إلى التظاهر الأحد 6 فبراير 2022 في العاصمة، رفضًا لاعتزام سعيد، حل المجلس الأعلى للقضاء.[37][38]
- محمد عبو: أعلن الناشط السياسي والوزير السابق محمد عبو، تقدمه بشكاية لدى وكيل الجمهورية بالمحكمة الابتدائية بتونس ضد الرئيس قيس سعيد بشأن حل «الأعلى للقضاء» كما دعا القضاء لإصدار بطاقة جلب ضد الرئيس سعيد وفتح بحث تحقيقي ضده.[39][40]
- عميد المحامين: قال ابراهيم بودربالة عميد المحامين التونسيين، أن «المجلس الاعلى للقضاء لم يتم إلغاءه إنما إعادة النظر في تركيبته» كما عبر عن «مساندته لكل ما يستوجب الإصلاح» موجها انتقادات لأداء المجلس الأعلى للقضاء.[41] ورجح بودربالة في تصريح إذاعي إمكانية ترأس رئيس الجمهورية قيس سعيد المجلس الأعلى للقضاء.[42][43]
- أحمد نجيب الشابي: دعا رئيس الهيئة السياسية لحزب الأمل أحمد نجيب الشابي، التونسيين للدفاع عن استقلالية القضاء، كما توجه لمن وصفهم بأصحاب الضمائر الحرة إلى الوقوف جميعا للدفاع عن استقلال القضاء وعن تونس الآن وليس بعد فوات الأوان، حسب تعبيره.[44]
- جمعية القضاة التونسيين: دعت جمعية القضاة التونسيين كافة القضاة إلى التعليق التام للعمل بكافة محاكم الجمهورية يومي 9 و10 فبراير 2022 احتجاجا على ما وصفته بـ«الانتهاك الصارخ لاستقلالية السلطة القضائية من قبل رئيس الجمهورية وحل المجلس الأعلى للقضاء كآخر ضمانة للفصل بين السلط وتحقيق التوازن بينها».[45][46]
- نقابة القضاة التونسيين: قالت رئيسة نقابة القضاة التونسيين أميرة العمري، أنه تم التفاعل إيجابيا مع دعوة رئيس الجمهورية قيس سعيد مؤخرا لوزيرة العدل لإصدار مرسوم لإصلاح القضاء وتمت مساندة هذا القرار وتقديم تصور عام له وليس مجرد كلام هلامي، حسب تعبيرها.[47] وشدّدت النقابة في بلاغ لها مساء 8 فبراير 2022، تمسّكها بمؤسسة المجلس الأعلى للقضاء كهيئة تمثّل السلطة القضائية مع إدخال تغيير في خصوص تركيبتها وصلاحياتها، مؤكّدة على ضرورة عدم خضوع هذه المؤسسة القضائية للسلطة التنفيذية من حيث الترأس وتكريس استقلاليتها الهيكلية كمكسب للقضاء التونسي.[48][49]
- الجمعية التونسية للقضاة الشبان: قالت الجمعية أن الرئيس قيس سعيد «لا يملك أي سند قانوني أو سلطة أو شرعية لحل المجلس الأعلى للقضاء المنتخب من القضاة». كما أعلنت عن إدانتها لما قالت إنه «سعي النظام إلى تشويه القضاة والإيهام بفساد المنظومة القضائية». كما أعلن رئيس الجمعية مراد المسعودي تقديم شكاية ضد الحكومة التونسية لدى الأمم المتحدة بالإضافة إلى دعوته القضاة للإضراب وإغلاق المحاكم.[50][51][52][53]
- مبادرة "مواطنون ضد الانقلاب": أكدت مبادرة «مواطنون ضد الانقلاب» المعارضة لإجراءات 25 يوليو 2021، رفضها التام لما أقدم عليه الرئيس قيس سعيد، من غلق لمقر المجلس الأعلى للقضاء «اعتمادا على القوة المجردة من أيّ مُسوغ قانوني أو سند دستوري»، وفق نص بيان أصدرته الثلاثاء 8 فبراير 2022.[54][55]